# Bill Bryson
William McGuire »Bill« Bryson, OBE, FRS, angleško-ameriški pisatelj in novinar, * 8. december 1951, Des Moines, Iowa, ZDA.

## Življenje
Bryson se je rodil v mestu Des Moines v ameriški zvezni državi Iowa. Večino svojega odraslega življenja je prebil v Združenem kraljestvu. Med letoma 1995 in 2003 je živel v ZDA. Od leta 2005 do 2011 je bil rektor Univerze Durham. Trenutno živi v Hampshireu, v Angliji.

## Delo
V 80. letih je pisal za angleški časnik The Independent, nato pa se posvetil samostojni pisateljski karieri. Piše humorne potopisne romane, ki opisujejo njegova doživetja v Evropi, ZDA in Avstraliji. Piše tudi poljudnoznanstvene knjige, od katerih je največji uspeh doživela Kratka zgodovina skoraj vsega (Short History of Nearly Everything).